# جانين هانسون
جانين هانسون هي مجدفة كندية، ولدت في 14 ديسمبر 1982 في لا ميسا في الولايات المتحدة.

## وصلات خارجية
- جانين هانسون على موقع الاتحاد الدولي للتجديف (الإنجليزية)
- جانين هانسون على موقع اللجنة الأولمبية الدولية (الإنجليزية)
- جانين هانسون على موقع أوليمبيديا (الإنجليزية)
- جانين هانسون على موقع اللجنة الأولمبية الكندية (الإنجليزية)